# Tavis Smiley

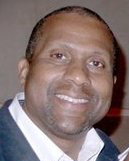
Tavis Smiley

Tavis Smiley (* 13. September 1964 in Gulfport, Mississippi) ist ein US-amerikanischer Journalist, Schriftsteller, Fernseh- und Radiomoderator.

## Leben
Tavis Smiley wurde 1964 in eine afroamerikanische Familie im US-Bundesstaat Mississippi geboren. Nach der Versetzung seines Stiefvaters, eines Armeeoffiziers, an die Grissom Air Force Base bei Peru, im US-Bundesstaat Indiana, verbrachte er den Großteil seiner Jugend in einem Trailer-Park in Bunk Hill, wo die mobile Behausung der Eltern untergebracht war. Außer mit seinen sieben eigenen Geschwistern wuchs Smiley noch mit fünf Cousins und Cousinen – also insgesamt zwölf anderen Kinder – auf, die in den Haushalt seiner Eltern zogen, nachdem ihre Mutter, eine Tante Smiley, bei einem Gewaltverbrechen ums Leben kam. Durch die tiefe Religiosität seiner Mutter Joyce und die häufigen Besuche in der Pentecostal Apostolic Church wurde Smiley zu dieser Zeit selbst nachhaltig geprägt.
1982 schloss Smiley die Maconaquah High School ab. Anschließend studierte er an der Indiana University, wo er der studentischen Verbindung Kappa Alpha Psi angehörte. Als einer seiner Studienfreunde von einem Polizisten, der angab in Notwehr gehandelt zu haben, erschossen wurde, begann Smiley sich verstärkt politisch und sozial zu engagieren: er organisierte Protestaktionen, die die Behauptung der Polizei in Frage stellten und die Unschuld des Getöteten zu belegen suchten.
Nachdem er vorübergehend die Universität abgebrochen und im Büro von Tom Bradley, dem ersten afroamerikanischen Bürgermeister von Los Angeles gearbeitet hatte, kehrte Smiley an die Indiana University zurück, wo er 1986 einen Bachelor-Abschluss im Fach Public Policy erwarb. Anschließend arbeitete er bis 1990 für Bradley.
1991 bemühte Smiley sich vergeblich um einen Sitz im Stadtrat von Los Angeles. Nach dem Scheitern dieser politischen Ambition reiste er mit Maya Angelou nach Ghana und begann als Radiokommentator zu arbeiten. Für eine Radiostation in Los Angeles moderierte er zunächst einminütige Einspieler, die als The Smiley Report betitelt wurden und die sich mit aktuellen Themen des nationalen oder des Lokalgeschehens befassten, die für die afroamerikanische Bevölkerungsgruppe von besonderem Interesse waren. Bad darauf wurde Smiley Co-Moderator einer im Großraum L.A. ausgestrahlten Radio-Talk-Show, die er zumal als Forum für die Vorstellung seiner Ansichten zu Themen wie „Rasse“ und Politik benutzte. Immer wieder kritisierte er den „institutionellen Rassismus“, der insbesondere die Lebenschancen schwarzer Amerikaner deutlich einschränke. Da mit der Zeit auch landesweit vertriebene Medien wie Newsweek, die Washington Post und das Time Magazine Berichte über Smiley brachten, erlangte er allmählich überregionale Bekanntheit. Inhaltlich widmete er sich weiterhin in erster Linie den Problemen der afroamerikanischen Gemeinschaft, wie Diskriminierungserscheinungen und -praktiken in den Medien und im Staatsapparat oder der Unterstützung von Zwecken wie der Ehrung von Rosa Parks mit der Ehrenmedaille des Kongresses.
1996 wurde Smiley Kommentator bei der Tom Joyner Morning Show, einem landesweit ausgestrahlten Sendeformat, das sich zumal an Afroamerikaner richtet. Im Zuge dieser Tätigkeit freundete Smiley sich bald eng mit Moderator Tom Joyner an, mit dem er seit 2000 regelmäßig sogenannte Town Hall meetings organisiert, bei denen es sich um öffentliche Bürgerversammlungen zu Informations- und Beratungszwecken handelt, die als „The State of the Black Union“ firmieren. Diese Veranstaltung, die in ihrem Namen auf die alljährlich vorgetragene „State of the Union Address“ (Rede zur Lage der Nation) des US-Präsidenten anspielen, beschäftigen sich mit der Situation der schwarzen Bevölkerung sowie den gesellschaftlichen Fortschritten und Rückschlägen die die Afroamerikaner als Gruppe innerhalb des jeweils vergangenen Jahres gemacht oder erlitten hat. Zu diesem Zweck werden afroamerikanische Bürgerrechtler, Lehrer, Universitätsprofessoren und andere sachkundige Personen als Diskutanten geladen, die in einem Panel-Gespräch die zur Debatte stehenden Probleme analysieren und Lösungen anbieten. Ergänzend dazu gründete Smiley 1999 die Tavis Smiley Foundation, die Förderprogramme zur Heranbildung von zukünftigen Führern der afroamerikanischen Bevölkerung finanziert.
Smileys öffentliche Bekanntheit wuchs zu dieser Zeit zudem durch seine häufigen Auftritte als Gastkommentator und Diskutant in Nachrichten- und Informationssendungen der großen Sendeanstalten ABC, CNN und MSNBC.
Als Gastgeber moderierte Smiley seit 1996 die Radiosendung BET Tonight, die er 2001 verließ nachdem der Sender seinen Vertrag aufgrund eines Zerwürfnisses nicht verlängerte, das sich durch ein Interview mit Sarah Jane Olsen entsponnen hatte, das Smiley an den Fernsehsender ABC verkauft hatte: Während er selbst angab, es zuerst seinem eigenen Arbeitgeber angeboten zu haben, der den Kauf des Interviews abgelehnt habe, beharrte BET darauf, dass Smiley das Interview dem Sender niemals zum Kauf angeboten habe, sondern sofort an ABC herangetreten sei. Die Bekanntgabe von Smileys Entlassung löste Proteste beim Sender und einen Boykottaufruf durch seinen Freund (und BET-Moderato Joyner) aus, die durch den Umstand gestützt wurden, dass Smileys Vertrag keine Klausel enthielt, die ihn verpflichtet hätte, Interviews zuerst seinem eigenen Arbeitgeber anzubieten (falls er dies nicht, wie er selbst sagt, trotzdem getan hat), bevor er sie an andere Anstalten herantrage. Smiley wechselte stattdessen als Moderator zu dem Radiosender National Public Radio (NPR), für den er bis 2004 durch die Sendung The Tavis Smiley Show führte.
Für den Fernsehsender PBS moderiert Smiley gegenwärtig die spätabendliche Talk-Sendung Tavis Smiley. Für das Radio gestaltet er zudem eine wöchentlich ausgestrahlte, zweistündige, Sendung, im Programm von PRI.
Seine Tätigkeit als Kommentator in der Sendung von Tom Joynor gab Smiley schließlich im Juni 2008 auf, nachdem sich Beschwerden von Hörern über seine harsche Kritik an dem US-Präsidentschaftskandidaten Barack Obama gehäuft hatten. Joynor kommentierte Smiley Schritt mit den Worten: „The real reason is that he can't take the hate he's been getting regarding the Barack issue -- hate from the black people that he loves so much.“
Neben seiner Tätigkeit für Radio und Fernsehen hat Smiley auch mehrere Bücher veröffentlicht, in denen er sich seinen politischen und gesellschaftlichen Anliegen widmet. Die erfolgreichste dieser Schriften war der 2006 erschienene Band The Covenant with Black America, der zeitweise den ersten Platz der New York Times Bestseller-Liste für Sachbücher erreichte. Außerhalb des klassischen Printmediums Buch hat Smiley in der Vergangenheit wiederum verschiedene Blog-Beiträge für die Website Huffington Post verfasst.

## Ehrungen und Auszeichnungen
2004 ehrte die Texas Southern University Smiley, indem sie die nach ihm benannte Tavis Smiley School of Communications und das Tavis Smiley Center for Professional Media Studies eröffnete. Smiley ist damit der jüngste Afroamerikaner, nach dem eine Collegeeinrichtung benannt wurde.
Des Weiteren wurden Smiley verschiedene Ehrendoktorwürden zuteil: So die seiner eigenen Alma Mater, der Indiana University, und im Mai 2008 die Doktorwürde des Connecticut College.

## Schriften
- Doing What's Right. How to Fight for What You Believe--And Make a Difference.
- Hard Left.
- Keeping the Faith. Stories of Love, Courage, Healing, and Hope from Black America.
- How to Make Black America Better. Leading African Americans Speak Out.
- On Air. The Best of Tavis Smiley on the Tom Joyner Morning Show.
- The Covenant with Black America, 2006.
- What I Know for Sure. My Story of Growing Up in America, 2006.